# Алтухово (Клепиковский район)
Алтухово — деревня в Клепиковском районе Рязанской области. Входит в состав Болоньского сельского поселения.

## География
Деревня находится в северной части Рязанской области, на расстоянии приблизительно 13 км (по прямой) к западу от города Спас-Клепики, административного центра района.

### Часовой пояс
Деревня Алтухово, как и вся Рязанская область, находится в часовой зоне МСК (московское время). Смещение применяемого времени относительно UTC составляет +3:00.

## История
В 1859 году в деревне Рязанского уезда Рязанской губернии насчитывались 31 двор и 302 жителя, в 1897 году — 55 дворов и 410 жителей.

## Население
| 2010 |
| ---- |
| 13   |

### Национальный состав
Согласно результатам переписи 2002 года, в национальной структуре населения русские составляли 100 % из 31 чел.